# Lycoderes arguta
Lycoderes arguta är en insektsart som beskrevs av Albino Morimasa Sakakibara 1991. Lycoderes arguta ingår i släktet Lycoderes och familjen hornstritar. Inga underarter finns listade i Catalogue of Life.